# Valeria Hontareva
Valeria Oleksiïvna Hontareva (en ukrainien : Валерія Олексіївна Гонтарева), née le 20 octobre 1964 à Dnipropetrovsk (RSSU, URSS), est une banquière ukrainienne. Elle est présidente de la Banque nationale entre 2014 et 2017.

## Biographie
Valeria Hontareva sort diplômée de l'Institut polytechnique de Kiev en 1987, puis obtient un master en économie l'université nationale d'économie de Kiev en 1997,.
Banquière de profession passée par la Société générale, elle a pour client l'oligarque Petro Porochenko, devenu président de la République en 2014.
De 2007 à 2014, elle dirige le fonds d'investissement Investment Capital Ukraine (ICU) co-fondé par son mari. Les Panama Papers ont révélé de nombreux liens entre ICU et la banque russe VTB, et cette dernière fut épargnée par la politique d'épuration menée par Hontareva lors de son mandat à la tête de la banque centrale.
Elle est nommée à la tête de la Banque nationale d'Ukraine à la suite de la révolution de février 2014. Elle effectue un grand ménage dans le secteur bancaire du pays, fermant la moitié des établissements, soit 89 banques (une vingtaine d'entre eux servaient en réalité à blanchir de l'argent sale). 180 banques sont nationalisées. Elle s'attaque notamment à la lutte contre la corruption, se créant de nombreux ennemis parmi les oligarques, dont des menaces de mort (sa maison a été vandalisée et elle a reçu un mannequin à son effigie habillée en bagnard puis un vrai cercueil, livré devant la Banque centrale devant les caméras de télévision). Elle s'attire notamment les foudres d'Ihor Kolomoïsky, alors troisième fortune du pays et propriétaire de la Privat-Bank, qui comptait 25 millions de clients (l'Ukraine compte 45 millions de personnes) et 6 000 entreprises clientèles : établissement bancaire malade qui utilisait l'argent des ménages pour acheter des actifs à l'étranger, elle subit un plan de recapitalisation en 2015 avant d'être finalement nationalisée l'année suivante.
Une centaine de banques commerciales ont été liquidées, soit la moitié des banques du pays. Cette épuration bancaire a laissé des centaines de milliers de victimes parmi les petits épargnants du pays qui ont vu leurs économies disparaître du jour au lendemain.
Pour certains observateurs, certaines liquidations étaient motivées par des fins politiques, visant à briser les armes financières des opposants au président actuel.
Une autre conséquence de la campagne d'épuration d'Hontaryeva fut la concentration du secteur bancaire et une flambée des taux d'intérêt.
7 000 des 12 000 agents de la Banque centrale sont par ailleurs congédiés et 500 nouvelles personnalités, surnommés ses « Spartiates », sont recrutées. En 2017, la monnaie nationale, la hryvnia, est stabilisée et l'inflation ralentit. Elle annonce sa démission le 10 avril 2017, quatre ans avant la fin de son septennat, semant l'inquiétude auprès du FMI et des investisseurs étrangers. Elle plaide pour que l'Ukraine s'active dans la lutte antifraude, notamment en remplaçant les billets par la monnaie électronique.